# Nissan Rogue
Nissan Rogue er en SUV produceret af Nissan siden 2008 for det amerikanske marked. Den første generation blev produceret fra 2008 til 2014 og anden generation siden 2014. Anden generation er identisk med den europæiske Nissan X-Trail.
| Stub | Spire Denne bilrelaterede artikel er en spire som bør udbygges. Du er velkommen til at hjælpe Wikipedia ved at udvide den. |